# Priorato de Sant Michel de Grandmont
El priorato de Sant Michel de Grandmont está situado en la comuna de Soumont, en el departamento francés de Hérault. También es conocido como Sant Michel de Lodève debido a la proximidad de esta ciudad. Pertenecía a la orden monástica de los «grandmontans» fundado alrededor de 1076 por san Esteban de Muret, basándose en las reglas de San Benito, de san Agustín y en la austeridad. Esta austeridad hizo que los máximos dirigentes de sus centros fueran priores, no tuvieron abades hasta que Juan XXII los reformó.

## Historia

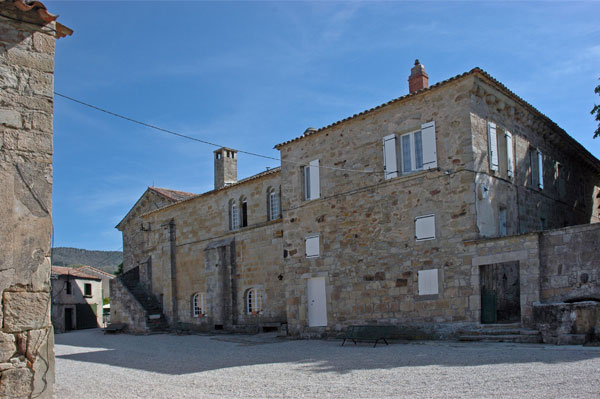
Sant Michel de Grandmont

El priorato se levantó en una explanada elevada, lejos de cualquier lugar habitado. Según los principios de la orden, la comunidad disponía de un edificio reducido, pensado para pocos monjes y sin funciones parroquiales; vivían aislados de la población y con las tierras imprescindibles para su manutención. Contrariamente a otros centros monásticos, los grandmontans no perseguían conseguir bienes, rentas ni beneficios.
Sant Michel de Grandmont aparece documentado por primera vez en 1189. El hecho de que esté dedicado a San Miguel, contrariamente a la costumbre de la orden de tener los prioratos bajo la advocación de la Virgen, podría explicarse con una supuesta capilla de Sant Miquel, anterior a la fundación del priorato.
El obispo de Lodève, Guilhem de Cazouls (1241-59) impulsó el monasterio con una donación de tierras a su alrededor, lo que ayudó al mantenimiento de la comunidad. Por eso el obispo fue enterrado en la iglesia del priorato.

### Decadencia

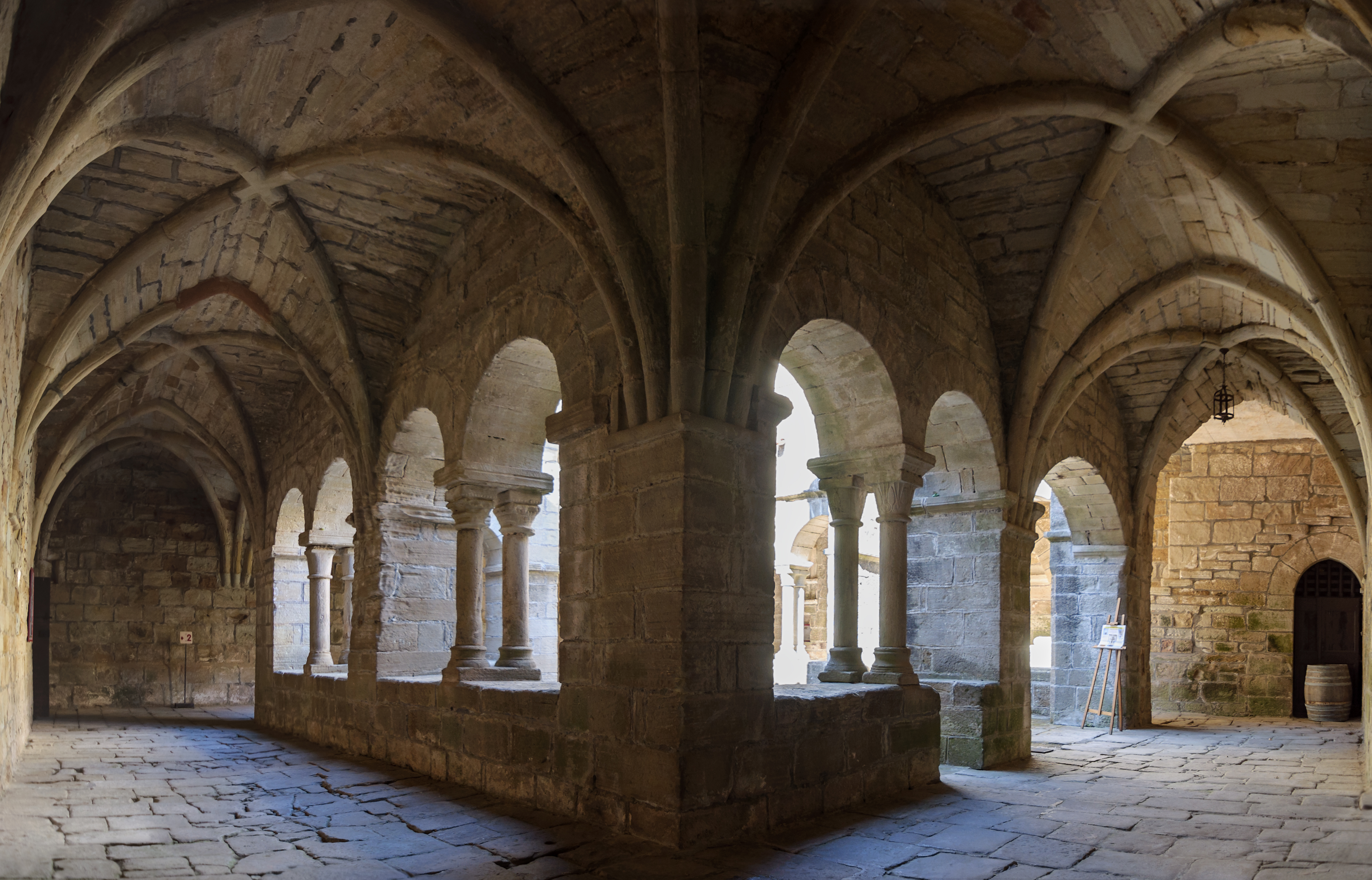
El claustro

A principios del siglo XIV la comunidad pasó por una época de crisis con litigios incluidos. Tras la reorganización de la orden (1317) se añadió la comunidad del priorato de Comberoumal, con el fin de fortalecerlo. Más adelante pasó a estar bajo protección real, pero en el siglo XVI estaba en plena decadencia y con priores comendatarios. En 1631 tenía un único religioso, a principios del siglo XVIII los dos únicos miembros de la comunidad se vieron obligados a vender algunos bienes para su subsistencia.
En 1772, cuando fue disuelta la orden, la propiedad pasó al capítulo de la catedral de Lodève. Con la Revolución francesa pasa por la subasta. Ha estado en manos particulares desde entonces, y desde 1957 se han encargado de su restauración.

## Edificios

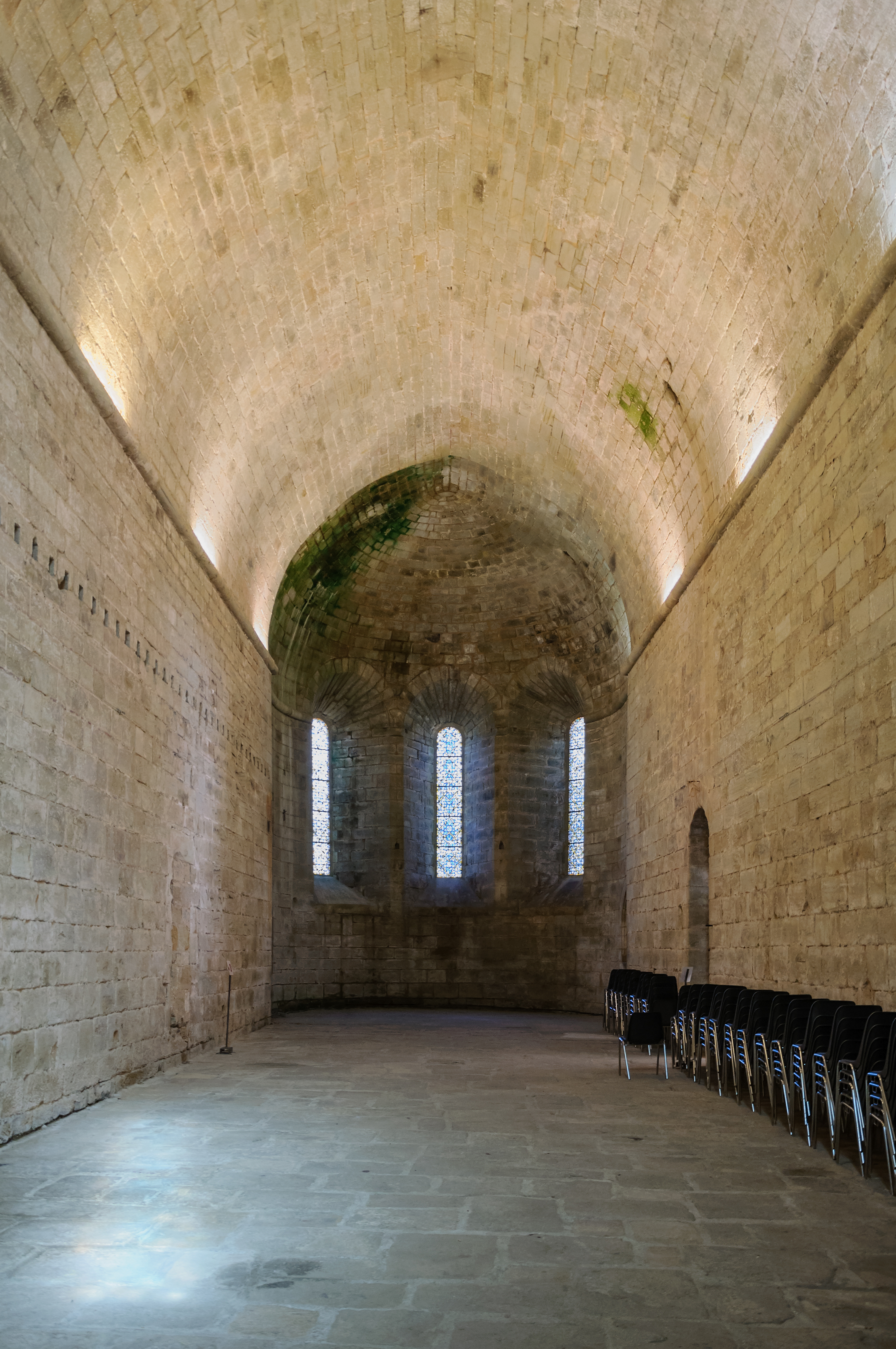
Austeridad de la iglesia

### Iglesia
La iglesia es el edificio principal y más antiguo del priorato. De acuerdo con las normas de la orden es de una extrema sencillez, una única nave, pequeña y estrecha, sin ningún tipo de decoración, únicamente una moldura en la parte superior de los muros, donde arranca la bóveda ligeramente apuntada. Tiene dos puertas, una a los pies de la nave y la segunda, lateral, que comunica con el claustro. Una tercera puerta se abrió en el siglo XIX. El ábside es semicircular, con tres grandes ventanales que iluminan el interior, hay otro ventanal sobre la puerta principal. Tiene un pequeño campanario, del siglo XIII o XIV.

### Claustro
Adosado a la iglesia, se encuentra el claustro de planta cuadrada con pilastras en los vértices. En el centro de cada lado hay otra pilastra y entre ellas dos columnas geminadas, con capiteles, muy simples. Es del siglo XIII.

### Otras dependencias conventuales

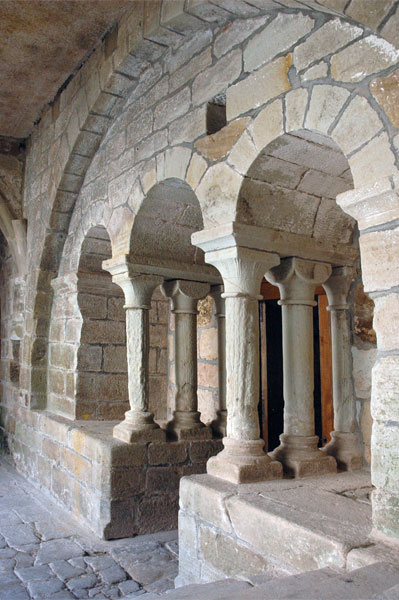
Sala capitular

Básicamente son del siglo XIII. A levante del claustro y cerca de la iglesia hay un pasillo que conduce al cementerio y que queda al lado del ábside de la iglesia, donde se han puesto al descubierto tumbas que pertenecen a diferentes épocas de la vida del priorato. A su lado se encuentra la sala capitular, que en el siglo XIX fue unida a la adyacente «sala de los monjes» y ahora es una pieza única. Una escalera exterior da acceso al dormitorio.
Al sur se encontraban el refectorio y la cocina. Ahora transformados en residencia de los propietarios. A poniente se encontraba la bodega y, sobre ella, la sala destinada a alojar a los huéspedes. Al norte se encuentra la iglesia.

### Capilla de Sant Michel
Capilla fundada en 1335, adosada a la iglesia, pero sin comunicación con ella. Destinada a los pocos laicos que se acercaban y a las mujeres, que tenían prohibida la entrada al recinto monástico.

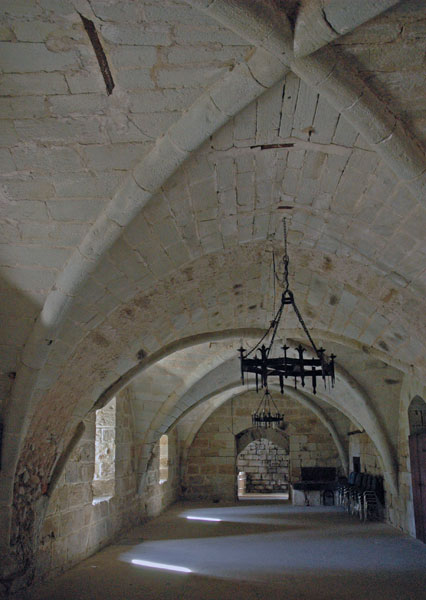
Sala capitular y «sala de los monjes».
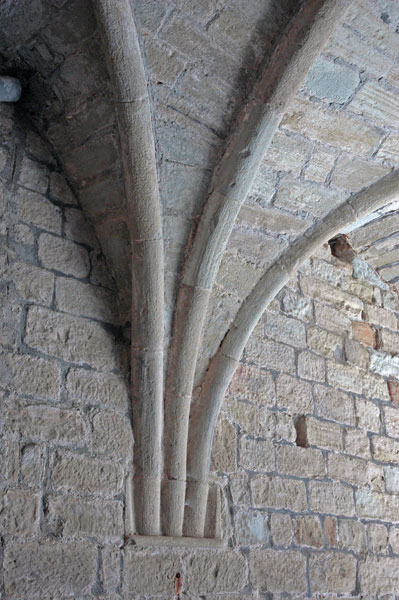
Bóvedas del claustro.
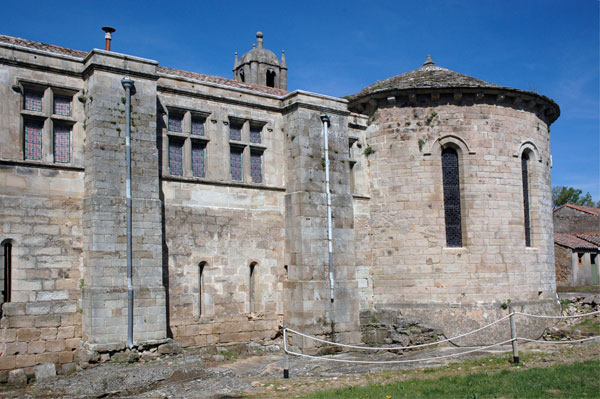
Cementerio, cercano al ábside.